# Station Griebnitzsee
Griebnitzsee is een spoorwegstation in de Duitse stad Potsdam. Het station werd in 1874 geopend. Naast haltepunt voor regionale treinen, is het ook een station voor de S-Bahn van Berlijn.